# Borussia Freialdenhoven
Der SC Borussia Freialdenhoven 1912 ist ein deutscher Fußballverein aus Freialdenhoven. Die erste Mannschaft des 320 Mitglieder (Stand: 2023) zählenden Vereins spielt in der Saison 2023/24 in der Mittelrheinliga.

## Geschichte
Am 10. Oktober 1912 wurde der Verein von 19 Jungen im Alter zwischen 14 und 18 Jahren eigenständig gegründet. Das fehlende Geld für die Anschaffung des Spielgeräts lieh man sich von Privatleuten. Bei der ersten Vereinssitzung wurde Heinrich Wirtz zum Vorsitzenden gewählt; hierbei wurde auch der erste Vereinsname beschlossen: Viktoria Freialdenhoven. Das erste Spiel des Vereins verlor man gegen eine Mannschaft aus dem benachbarten Siersdorf. Gespielt wurde In den Benden auf einer jeweils hierfür geeigneten Wiese. Nicht selten mussten Spieler, Schiedsrichter und Zuschauer wegen dieser „Zweckentfremdung“ vor den Eigentümern und Pächtern die Flucht ergreifen.
Im Jahre 1915 wurde der Spielbetrieb durch die Ereignisse des Ersten Weltkrieges unterbrochen. Da die meisten der jungen Männer zum Kriegsdienst eingezogen wurden ruhte der Spielbetrieb bis auf weiteres. Der Verein beklagte am Ende des Krieges drei Gefallene, unter anderem den 1. Vorsitzenden Heinrich Wirtz. Nach dem Krieg musste der Verein faktisch neu gegründet werden. Hierzu veranstaltete man ein Sportfest mit 18 teilnehmenden Vereinen auf der sogenannten Fettwiese. Außerdem wurde eine neue Vereinstracht angeschafft, allerdings nicht in den Vereinsfarben Schwarz und Weiß, sondern in den „Verlegenheitsfarben“ Blau und Weiß.
Zu Beginn der 1920er Jahre pachtete man für 120 Mark eine Wiese im damaligen Kamp, eine für diese Zeiten hohe Summe. 1921 hörte das „wilde“ Spielen auf. Der Verein wurde Mitglied des Westdeutschen Fußballverbandes (WFV) Gau Düren und spielte in der C-Klasse. Der zu oft vorkommende Name „Viktoria“ wurde in „Borussia“ geändert. Der neue Vereinswirt Jean Dohmen stellte den Sportlern eine Wiese zur Verfügung, die bis 1949 als Sportplatz benutzt wurde. Bis dahin hatte man In den Benden und auf der Fettwiese gespielt. In der Saison 1922/23 schaffte der Klub den Aufstieg in die 2. Gauklasse, dies war somit der erste größere Erfolg der Vereinsgeschichte. Zur Mannschaft gehörten auch erstmals „Legionäre“, da in Siersdorf der Spielbetrieb ruhte, spielten drei Siersdorfer für den Klub aus Freialdenhoven.
Nach der neuen Klasseneinteilung 1930 konnte man durch das Erringen der Meisterschaft in der 2. Gauklasse einen weiteren Erfolg feiern. Im Entscheidungsspiel gegen Frankonia Broich setzte man sich auf neutralem Platz in Barmen mit 3:2 durch und stieg somit in die 1. Gauklasse (heute Kreisliga A) auf. Kurz nach der errungenen Gaumeisterschaft wurde der Verein durch ein tragisches Schicksal getroffen, als der Spieler Adam Schmitz bei einem schweren Grubenunglück in Alsdorf ums Leben kam.
Ab 1939 wurde die Borussen-Elf durch Soldaten der Wehrmacht aufgefüllt, die in der Nähe stationiert waren, darunter Holt und Stawe vom Hamburger SV, Knop von Altona 93 sowie Nationalspieler Jakob Streitle vom FC Bayern München. Während des Zweiten Weltkriegs ruhte der Spielbetrieb fast vollständig. Insgesamt fielen 35 junge Vereinsmitglieder dem Krieg zum Opfer, sieben werden bis heute vermisst.
Nach dem Zweiten Weltkrieg wurde der Sportplatz in Freialdenhoven wieder hergerichtet. Panzerspuren, Granattrichter und verstreute Bäume mussten beseitigt werden. Bereits 1946 konnte die Borussia wieder eine Jugendmannschaft stellen, im selben Jahr kämpfte man gegen den SC Jülich 10 und den SC Ederen um den Aufstieg in die Bezirksliga, am Ende fehlte ein Punkt zum Aufstieg. Am 21. August 1949 wurde der neue Sportplatz am Ederener Weg im Rahmen eines Sportfestes eingeweiht. Gegner war Preußen Dellbrück. In den frühen 1950er Jahren spielte der Verein in der 1. Kreisklasse und erreichte dort obere Tabellenränge. Der Spielerkader war vor allem im Zeitraum von 1955 bis 1957 gut besetzt, trotzdem stieg die Mannschaft in der Saison 1957/58 in die 2. Kreisklasse ab.
Die 1960er Jahre brachten wieder den Aufstieg in die 1. Kreisliga mit. Außerdem feierte die Borussia 1962 „50-jähriges Bestehen“. Im Jahre 1964 wurde in Dürboslar erstmals ein Amtspokal ausgespielt. Borussia bezwang im Finale das Team aus Niedermerz mit 2:1 und war somit erster Titelträger des Wanderpokals. In den späten Sechzigern kämpfte der Verein mehrfach gegen den Abstieg. Nachdem man diesen 1965 in zwei Entscheidungsspielen gegen Inden und Gereonsweiler noch abwenden konnte, ging es für den Klub im Jahre 1966 wieder in die 2. Kreisklasse.
In der Saison 1970 landete die Borussia mit einem Punkt Rückstand auf Koslar auf Platz zwei in der Tabelle und musste gegen den Zweiten der anderen Gruppe ein Entscheidungsspiel in Altdorf austragen. Freialdenhoven besiegte das Team aus Hambach nach 0:1 Halbzeitrückstand noch mit 5:1 und stieg wieder in die 1. Kreisklasse auf.
Mit 23:5 Punkten erreichte man im Aufstiegsjahr 1970 die Herbstmeisterschaft in der 1. Kreisklasse und landete am Saisonende auf Platz 5. Im Sommer 1971 wurde die Spielstätte an der Ederener Straße völlig neu hergerichtet und ein Ascheplatz hinzugefügt. Um den Spielbetrieb aufrechtzuerhalten, trug man die Ligaspiele in Siersdorf aus. Nach schweren Verletzungen mehrerer Spieler lag man nach der Hinrunde mit vier Punkten abgeschlagen am Tabellenende, durch eine erfolgreiche Rückrunde, in der vor allem die Spieler der 2. Mannschaft eingesetzt werden mussten, schaffte man es allerdings noch auf Rang 9, der den Klassenerhalt sicherte.
Beide Mannschaften der Borussia schafften es in der gesamten Spielzeit 1971/72 keinen Platzverweis zu kassieren und erhielten am Saisonende den Fairnesspreis. In den Folgejahren 1973 bis 1978 landete die Borussia immer unter den ersten 7 Teams der 1. Kreisklasse und konnte sogar eine Vizemeisterschaft verbuchen.
Das Jahr 1979 wurde zu einem der Meilensteine in der Vereinsgeschichte. Die Borussia wurde Meister der 1. Kreisklasse und stieg erstmals in der Vereinsgeschichte in die Bezirksliga auf. Noch vor dem ersten Saisonspiel in der Bezirksliga Rur-Wurm spielte die Borussia im neugeschaffenen Pokal, bei dem die Meister der 1. Kreisklasse der Sportkreise Düren und Jülich aufeinander trafen. Nach einem 4:2-Heimsieg gegen Gürzenich reichte ein 1:1-Unentschieden im Rückspiel, um als erster Verein überhaupt diesen Pokal zu gewinnen.
Gemeinsam mit dem Nachbarverein SC Ederen 1910 bildete man für die Saison 1979/80 erstmals eine gemeinsame A-Jugendmannschaft. Ein Jahr später folgte der Zusammenschluss aller Jugendmannschaften von Ederen und Freialdenhoven, die Kooperation im Jugendbereich zwischen den beiden Klubs hat bis heute Bestand.
In den 1980er Jahren musste der Verein in immer wieder wechselnden Bezirksligastaffeln spielen; war man bis 1983 noch in der Rur-Wurm Gruppe unterwegs, so spielte man 1984 in der Aachener Staffel und 1985 bis 1987 in der Rur-Erft Gruppe. Im Jahre 1987 gelang der Borussia mit dem 3. Platz das beste Ergebnis seit der Zugehörigkeit in der Bezirksliga. Auch prominente Spieler kamen zum Verein, 1982 war es Winfried Stradt, ehemaliger B-Nationalmannschaftsspieler, der zuvor bereits für Alemannia Aachen und TeBe Berlin gespielt hatte.
Bereits Ende der 1980er Jahre trat ein finanzstarker Sponsor an die Borussia heran, der langjährige Chef dieses Unternehmens, Rolf Imdahl, ist gleichzeitig Manager sowie Ehrenpräsident der Borussia. Daher wird er auch oft von den Fans als „Vater des Erfolgs“ bezeichnet. In der Saison 1990/91 wurde man mit 55:5 Punkten und einem Torverhältnis von 119:18 Meister der Bezirksliga, ein Ergebnis, das zuvor noch kein Aufsteiger der Bezirksliga je erreicht hatte. Der Vorsprung auf Vizemeister Dremmen betrug 13 Punkte und 73 Tore.
Die erste Landesligasaison der Vereinshistorie endete 1992 mit dem zweiten Aufstieg in Folge, mit 53:11 Punkten und 77:27 Toren wurde man souverän Meister. Maßgeblichen Anteil an diesen Erfolgen hatten, neben der Mannschaft und dem Vorstand um Rolf Imdahl, vor allem Trainer Hans Lipka und seine Söhne Hans Peter, Jürgen und Udo, die allesamt für die Borussia spielten.
Auch in der ersten Verbandsliga-Saison 1992/93 erreichte die Borussia mehr als erwartet, nach der Hinrunde konnte man bereits vom dritten Meistertitel in Folge träumen, doch am Ende fehlte ein Punkt auf den Meister und späteren Aufsteiger Germania Teveren. Zum Spiel gegen Teveren kamen 3.300 Zuschauer ins Stadion an der Ederener Straße, bis heute Rekord für ein Meisterschaftsspiel.
Unter Leitung des zweifachen Deutsche Meisters und achtfachen deutschen Nationalspielers Wilfried Hannes errang die Borussia in der Saison 1999/2000 mit 51 Punkten und einer besseren Tordifferenz gegenüber dem punktgleichen VfL Rheinbach den Meistertitel der Verbandsliga Mittelrhein und stieg somit in die Oberliga Nordrhein auf, der bis heute größte Erfolg der Vereinsgeschichte.
Auf der Oberliga-Landkarte war Freialdenhoven eine besondere Erscheinung. Mit nur etwa 1.000 Einwohnern war das Dorf der kleinste Oberligaort Deutschlands. Nun spielte man mitten unter Stadt-Mannschaften und Traditionsklubs, wie Fortuna Düsseldorf, Schwarz-Weiß Essen, 1. FC Bocholt, Wuppertaler SV und zahlreicher Amateurmannschaften von Bundes- und Zweitligaklubs.
In der ersten Oberligasaison 2000/01 erreichte die Borussia mit 44 Punkten den 9. Platz, außerdem erreichte man zum ersten Mal in der Vereinshistorie das Finale des Mittelrheinpokals, wo man Blau-Weiß Brühl mit 2:3 knapp unterlag. Die Lokalpresse bezeichnete die Saison insgesamt als „erfolgreichste der Vereinsgeschichte“. Trotz dieser erfolgreichen Saison galt Freialdenhoven stets als Abstiegskandidat, in den ersten drei Jahren der Oberligazugehörigkeit konnte die Borussia jedoch stets frühzeitig die Klasse halten. Im Sommer 2003 kam mit dem FC Schalke 04 erstmals ein aktueller Bundesligist ins Stadion an der Ederener Straße.
Vor der Saison 2003/04 musste kurzfristig neuer Rollrasen verlegt werden, da der Platz durch Sabotage zerstört wurde. Des Weiteren musste man sich kurzfristig nach einem neuen Trainer umsehen, da der ursprünglich vorgesehene Heinz Otten nicht über die geforderte Lizenz verfügte und der Verband eine Ausnahmeregelung ablehnte. Zur Winterpause stand man mit nur 15 Punkten auf dem viertletzten Tabellenplatz, durch ein 1:1-Unentschieden beim GFC Düren konnte man am letzten Spieltag den Abstieg noch verhindern. Nach einer Saison beim GFC Düren kehrte auch Trainer Winnie Hannes wieder zur Borussia nach Freialdenhoven zurück.
Mit Beendigung der Saison 2004/05 setzte die Borussia einen frühzeitig getroffenen Entschluss in die Tat um, die Borussia stieg freiwillig in die Verbandsliga ab. Der für den Oberliga-Spielbetrieb zu betreibende Aufwand war mit den wenigen Helfern nicht mehr zu stemmen. Anfang Juli 2005 empfing man vor 3.400 Zuschauern im Stadion an der Ederener Straße „die große Borussia“ aus Mönchengladbach und unterlag mit 0:4.
Im Sommer 2007 gelang es dem „Erfolgsgespann Imdahl/Hannes“ erneut, die Profis von Borussia Mönchengladbach zu einem weiteren Testspiel nach Freialdenhoven zu holen. Vorausgegangen war ein Spielertransfer des hochtalentierten Cengiz Can von der Ederener Straße in den Nordpark. Jupp Heynckes war eigens angereist, um Cengiz Can zu beobachten. Durch einen Treffer des in der eigenen Jugend ausgebildeten Jens Engert unterlag die Borussia diesmal nur mit 1:4.
In den folgenden Spieljahren erreichte der Verein vordere Platzierungen in der Mittelrheinliga, beste davon der dritte Platz in der Saison 2008/09. Im Jahre 2008 erreichte der Verein wieder das Finale des Mittelrheinpokals, musste sich aber dort erneut mit 2:3 dem FC Wegberg-Beeck geschlagen geben. In die Saison 2010/11 startete die Borussia sehr erfolgreich, in zwölf Spielen in Folge blieb die Mannschaft ungeschlagen. Nach der Hinrunde war das Team Tabellenführer der Mittelrheinliga. In der Rückrunde wurde das Team lediglich vom FC Junkersdorf überholt, demnach beendete man die Saison auf Platz 2.
Im Sommer 2012 feierte die Borussia ihr 100-jähriges Vereinsjubiläum, hierzu gratulierten unter anderem Reiner Calmund und NRW-Ministerpräsidentin Hannelore Kraft. Zum Vereinsjubiläum des SC Jülich traf man im Oktober 2012 im Jülicher Karl-Knipprath-Stadion auf Bundesligaaufsteiger Fortuna Düsseldorf, bis zur 76. Minute führte die Borussia durch ein Tor von Kelly Ayuya mit 1:0, ehe die Fortuna durch drei Tore in zehn Minuten noch mit 3:1 gewann.
Nach der Saison 2019/20 beendete Trainer Wilfried Hannes nach insgesamt 20 Jahren bei der Borussia seine Karriere. Sein letztes Pflichtspiel als Trainer von Freialdenhoven gewann man im März 2020 gegen den Lokalrivalen 1. FC Düren mit 2:0. Hannes arbeitete von 1999 bis 2003 und 2004 bis 2020 beim Klub und prägte die erfolgreichste Zeit der Vereinsgeschichte.
Auf regionaler Ebene ist Borussia Freialdenhoven der erfolgreichste des Kreises Düren, da der Verein insgesamt 20-mal den Kreispokal gewann. 11-mal im ehemaligen Fußballkreis Jülich und 9-mal im Fußballkreis Düren. Ab dem 1. Juli 2001 erfolgte aufgrund einer Umstrukturierung im Fußballverband Mittelrhein die Zusammenlegung der beiden Fußballkreise Jülich und Düren.
Im März 2024 kündigte die Vereinsführung an, die erste Mannschaft am Ende der Saison 2023/24 aus der Mittelrheinliga zurückzuziehen. Als Grund wurde zunehmender Mangel an ehrenamtlichen Engagement angegeben. In der Saison 2024/25 spielt die erste Mannschaft in der Kreisliga A Düren spielen.

## Freundschaften und Rivalitäten
Ein freundschaftliches Verhältnis pflegt die Borussia mit einigen Vereinen aus der Region, aber vor allem mit dem SC Ederen, mit dem man auch im Jugendbereich kooperiert.
Eine echte Fan-Freundschaft besteht zum Wuppertaler SV, diese resultiert aus der Zeit in der Oberliga Nordrhein, in der man zusammen in einer Liga spielte.

## Platzierungen der letzten zehn Jahre
- Saison 2014/15: Platz 9 (Mittelrheinliga)
- Saison 2015/16: Platz 6 (Mittelrheinliga)
- Saison 2016/17: Platz 7 (Mittelrheinliga)
- Saison 2017/18: Platz 5 (Mittelrheinliga)
- Saison 2018/19: Platz 4 (Mittelrheinliga)
- Saison 2019/20: Platz 6 (Mittelrheinliga)
- Saison 2020/21: Saison nicht gewertet (Mittelrheinliga)
- Saison 2021/22: Platz 5 (Mittelrheinliga)
- Saison 2022/23: Platz 8 (Mittelrheinliga)
- Saison 2023/24: Platz 9 (Mittelrheinliga)

## Stadion

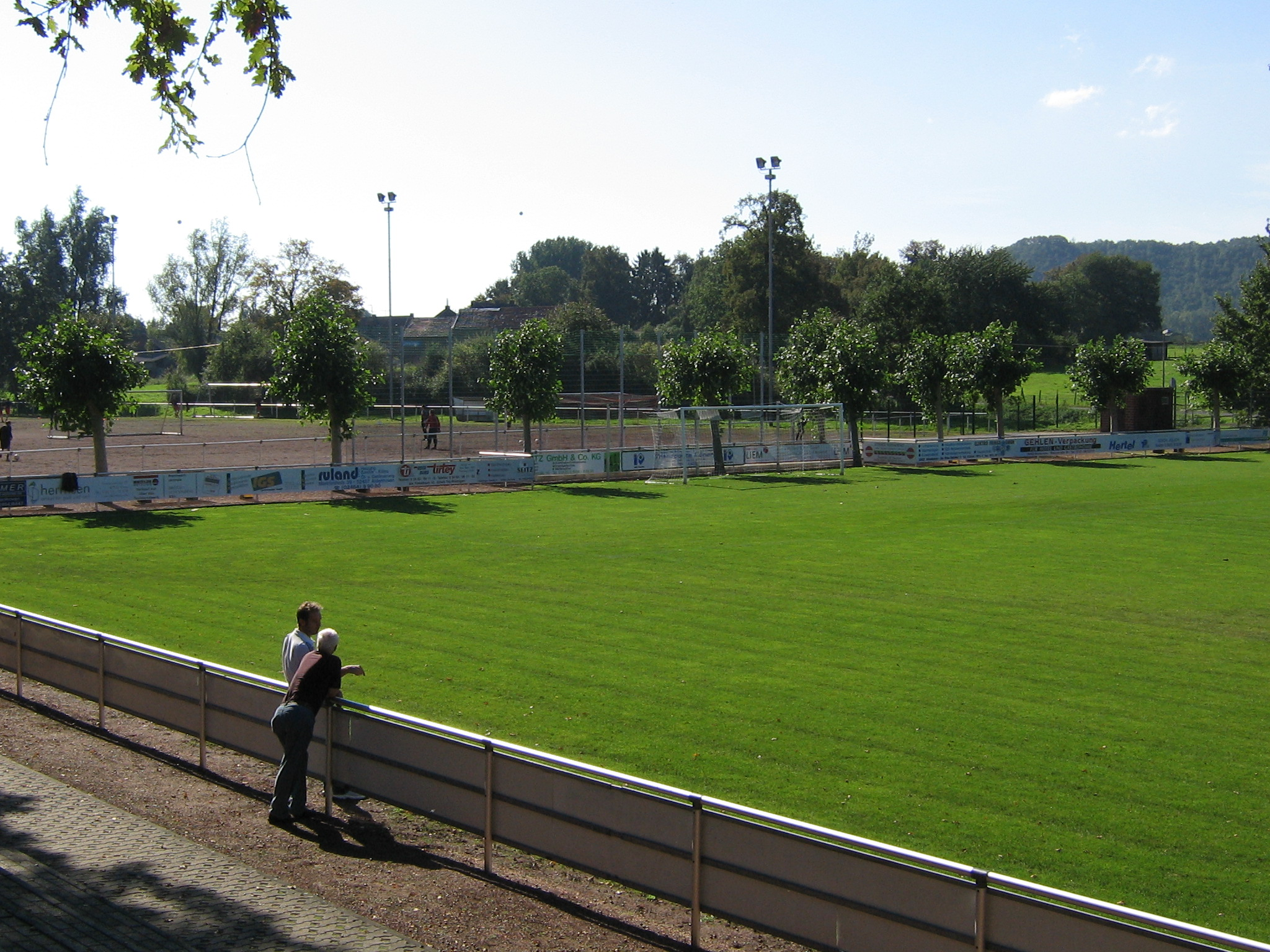
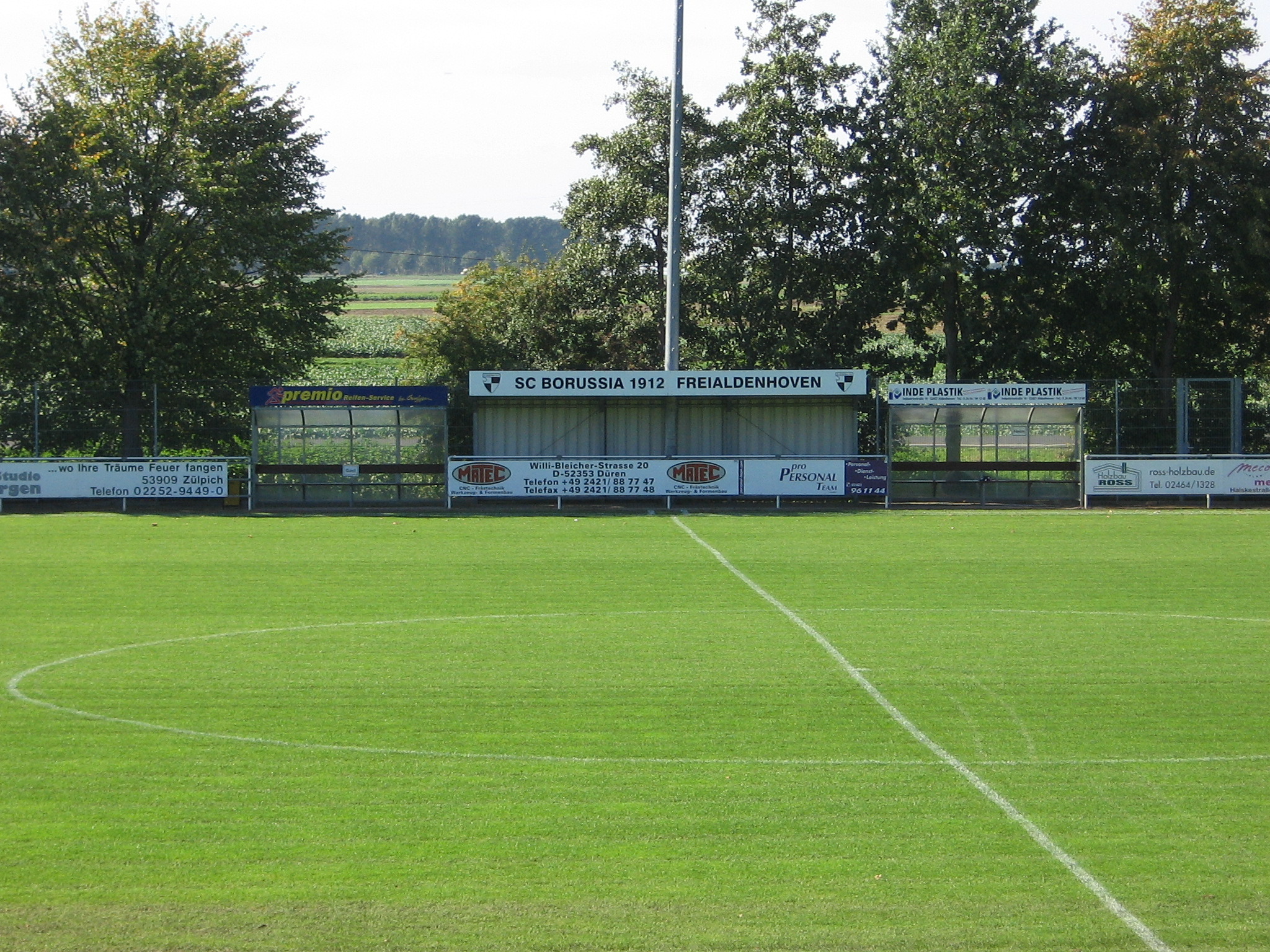
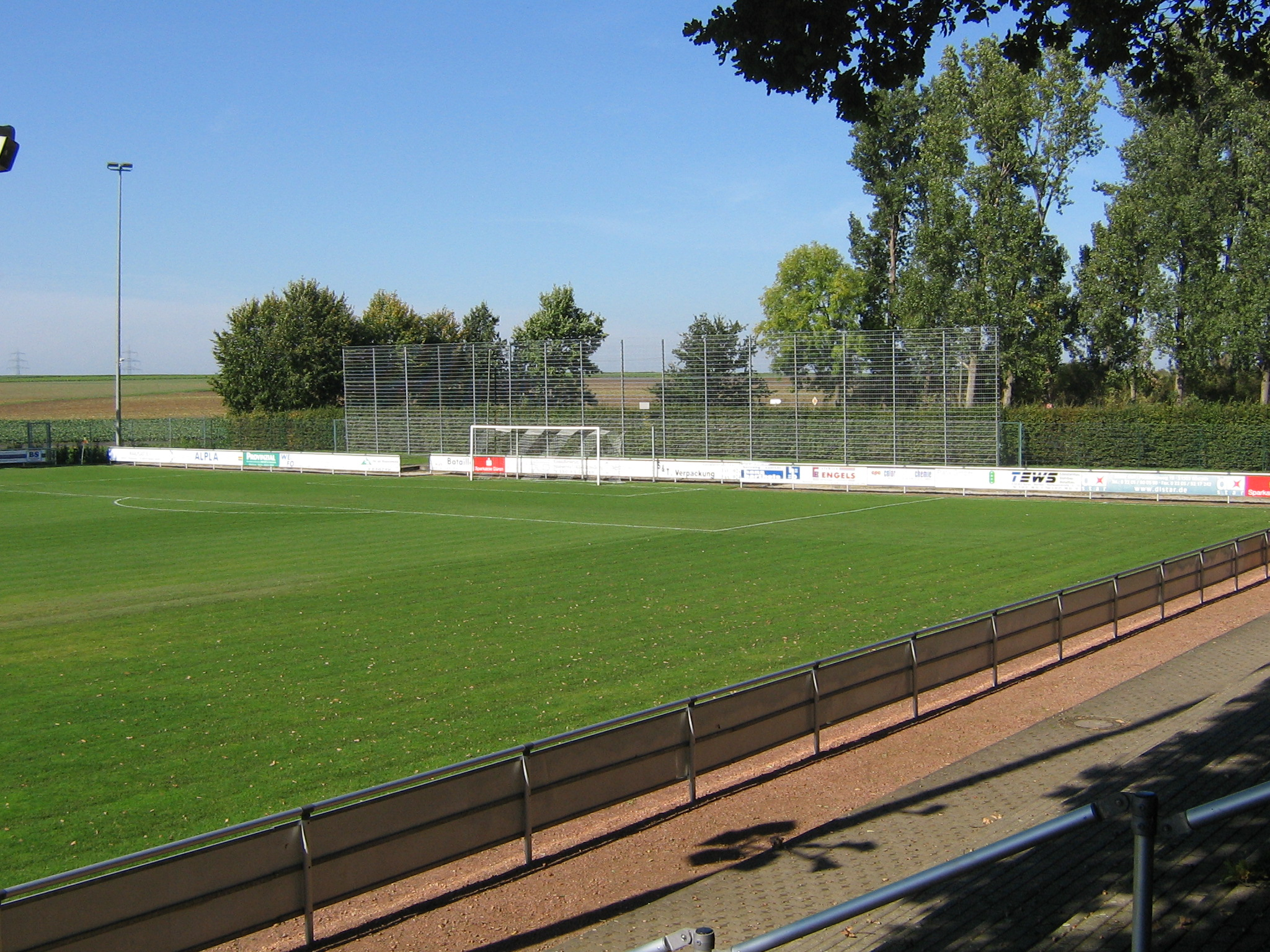
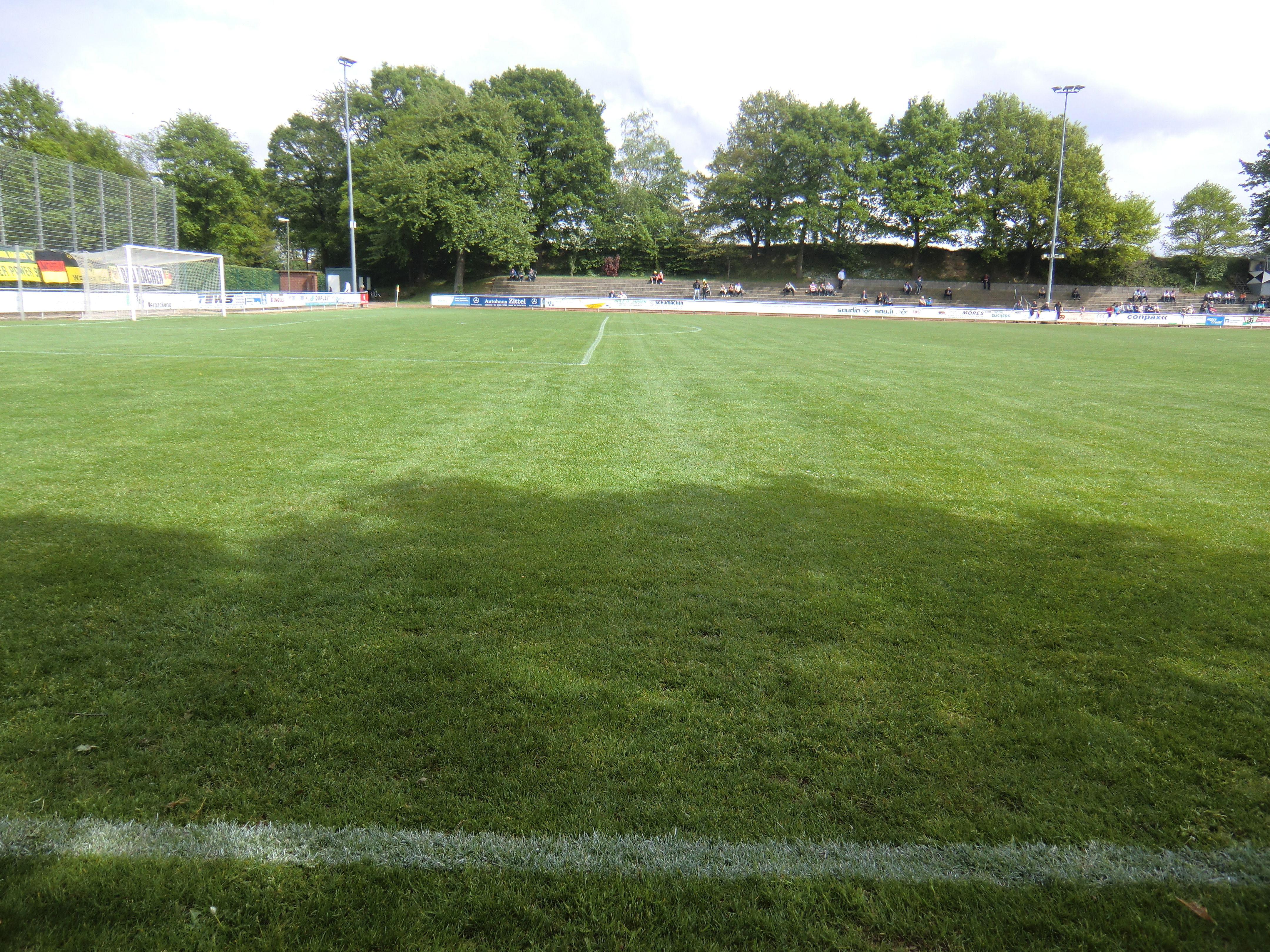
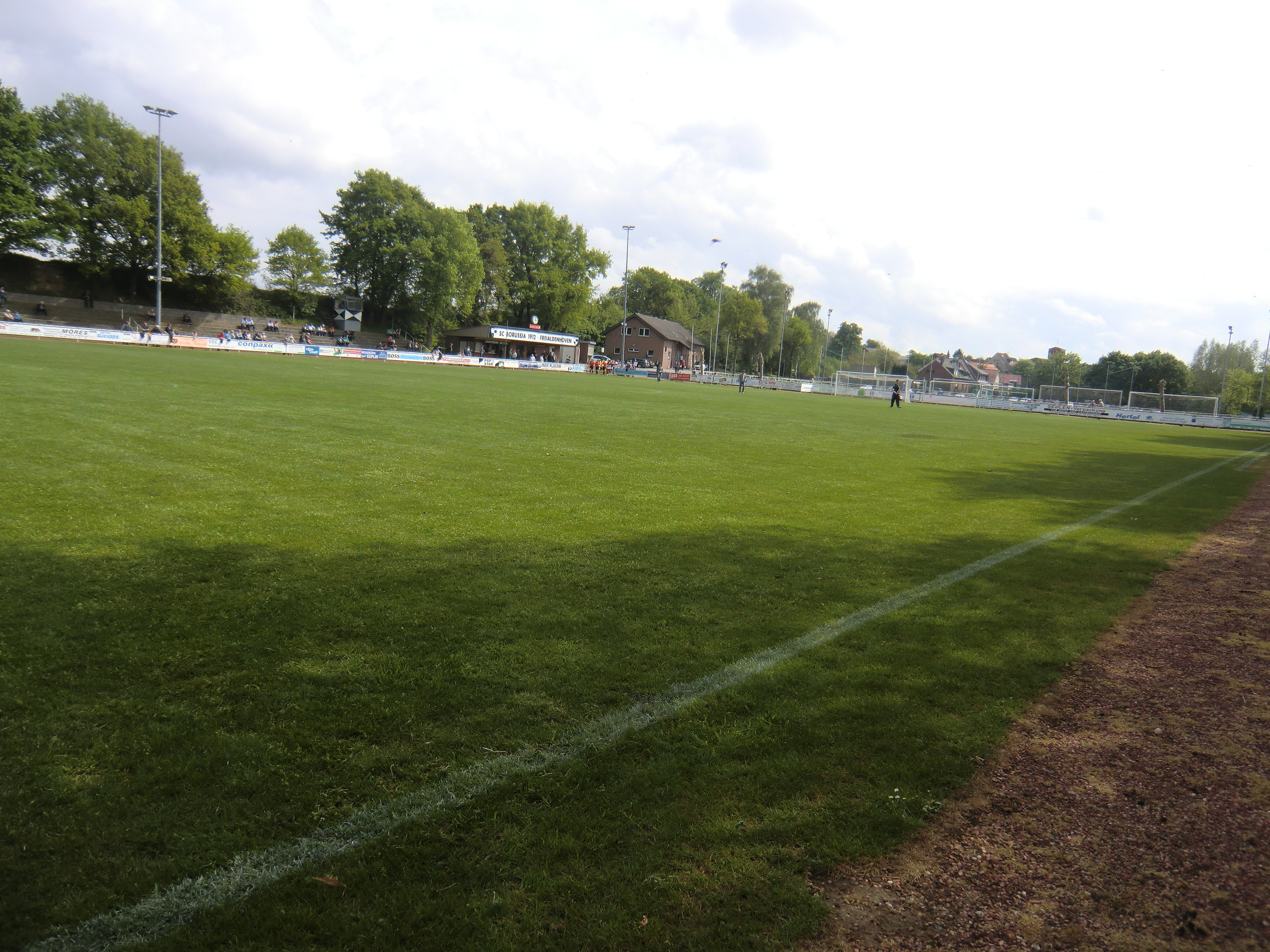
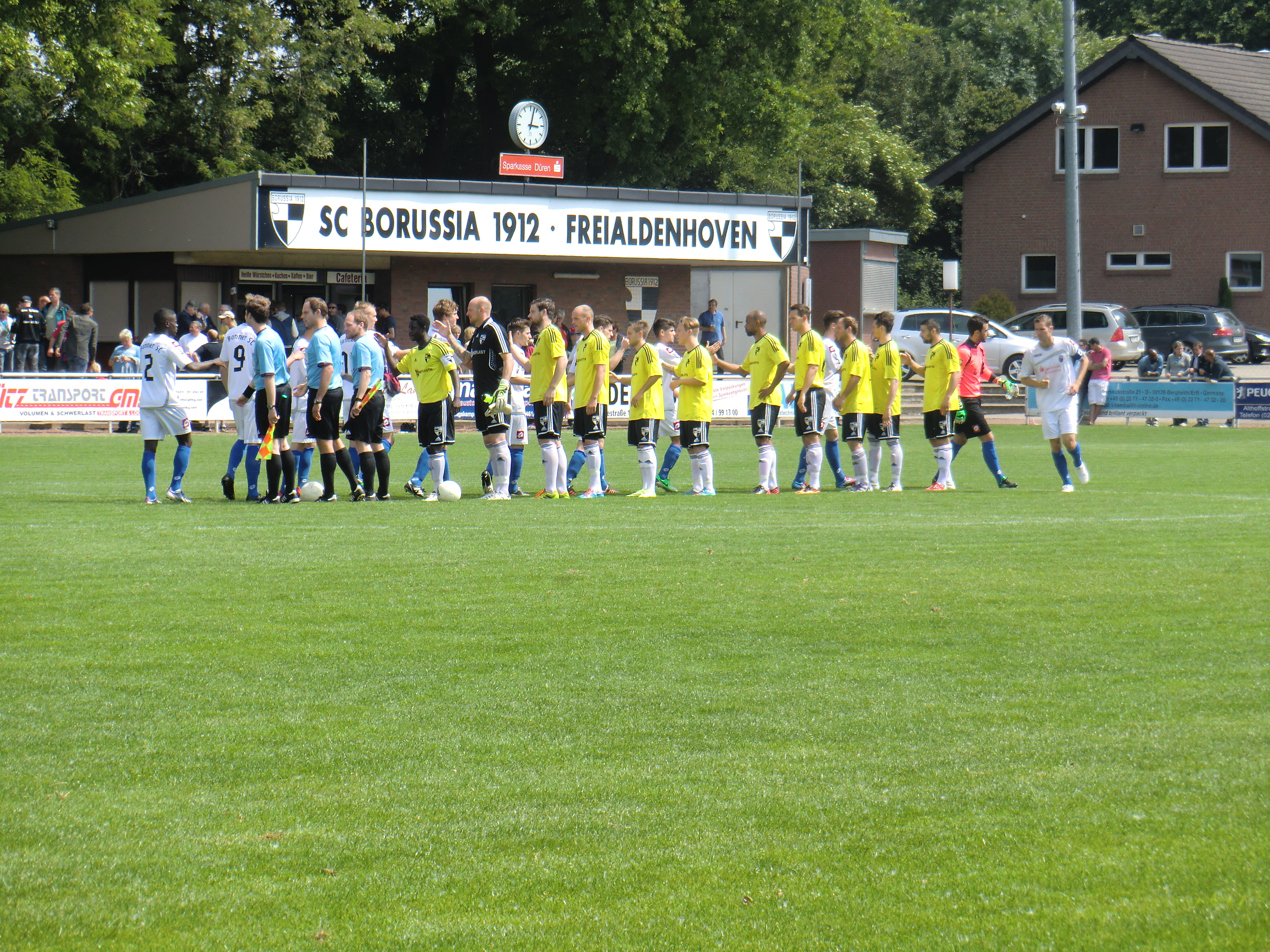
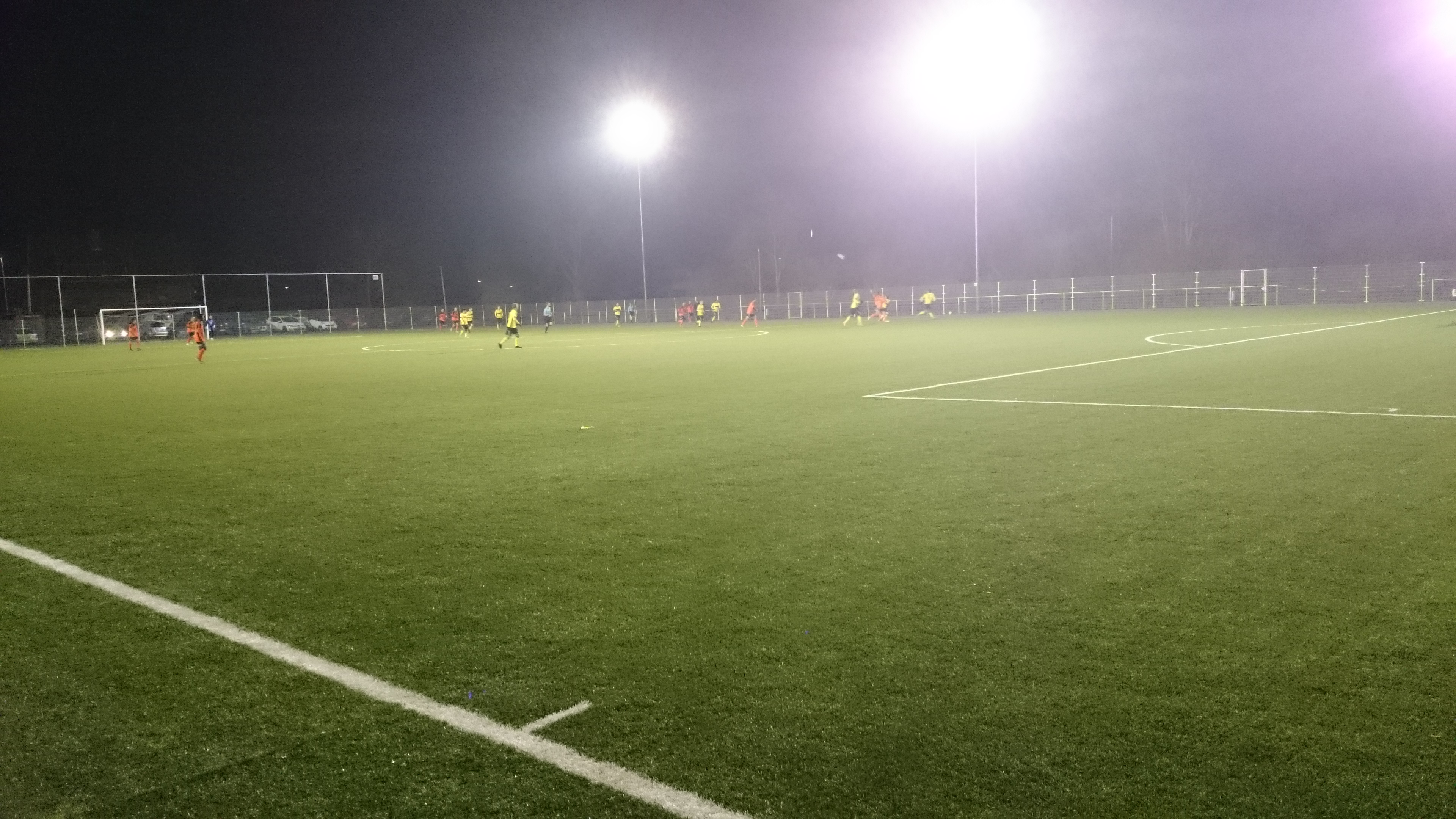

Das Stadion an der Ederener Straße ist seit Sommer 1949 die Heimatstätte der Borussia. Es verfügt über einen Naturrasenplatz mit Flutlichtanlage, der als Hauptplatz genutzt wird. Darüber hinaus verfügt man seit Sommer 2016 über einen Kunstrasenplatz (ebenfalls mit Flutlicht), der den alten Ascheplatz ersetzte. An der Längsseite des Rasenplatzes befindet sich eine kleine Tribüne, auf der man wahlweise stehen oder sitzen kann. Auf dem Gelände befinden sich auch das Vereinsheim sowie ein Fanhäuschen. Das Stadion hat ein Fassungsvermögen von 3500 Zuschauern.

## Erfolge
- 1978 Aufstieg in die Bezirksliga
- 1991 Aufstieg in die Landesliga
- 1992 Aufstieg in die Verbandsliga Mittelrhein
- 2000 Meister der Verbandsliga Mittelrhein und somit Aufstieg in die Oberliga Nordrhein
- 2001 Teilnahme am Finale des Mittelrheinpokals
- 2008 Teilnahme am Finale des Mittelrheinpokals
- 11-facher Kreispokalsieger des Kreises Jülich (ab dem 1. Juli 2001 Zusammenschluss mit dem Fußballkreis Düren)
- 9-facher Kreispokalsieger des Kreises Düren

## Persönlichkeiten
- Jakob Streitle (Zeit des Zweiten Weltkriegs)
- Winfried Stradt (1982)
- Joaquín Montañés (Spielertrainer in den 1990er-Jahren)
- Josef Zschau (1996–1997)
- Bekim Kastrati (2003–2004)
- Stephan Lämmermann (2003–2005)
- Frank van Eijs (2004)
- Aaran Lines (2004)
- Dirk Lehmann (2004–2012)
- Faton Popova (2005)
- Rachid El Hammouchi (2014–2015)
- Philipp Simon (2015–2018)
- Admir Terzić (2016–2017)
- Stefan Thelen (2020–2022)
- Armand Drevina (2020–2023)
- Alexander Monath (2020–2023)
- Denis Pozder (2022)
- Tayfun Pektürk (seit 2023)